# 高庙茶场
高庙茶场是位于江苏省句容市白兔镇高庙村的一个茶场。
茶场是创建于1960年春的国营茶场，2006年《句容年鉴》指茶场经营茶叶苗圃、种植、加工、销售等一系列业务。茶场总占地面积166.67公顷（2500亩）。拥有80公顷茶园（1200亩），其中无公害茶园65.33公顷（980亩）、有机茶园8.67公顷（130亩）。成片林地33.33公顷（500余亩）。茶场下属4个分场（良种场、北场、南场、西场）、3个科室（办公室、财务科、生产科）。
2008年，句容市人民政府与江苏农林职业技术学院共同建设、开发。以此建立江苏茶博园，成为学院的产学研基地。2012年及之前，在国家统计局网站统计中，所在区域以句容市高庙茶场之名列为句容市的一个类似乡级单位。